# Yaracuyanos Fútbol Club
Il  Yaracuyanos Fútbol Club  è una società calcistica di San Felipe (Yaracuy), Venezuela. Milita nella Primera División Venezolana, la massima divisione del campionato nazionale.

## Palmarès

### Competizioni nazionali
- Segunda División: 2

2019, 2024
- Torneo Aspirantes

Vincitore: 2006/07

## Competizioni CONMEBOL
- Coppa Sudamericana

2011: Primo turno

## Rosa 2009/2010
Aggiornato al torneo apertura 2009
| N. |                      | Ruolo | Calciatore       |
| -- | -------------------- | ----- | ---------------- |
|    | Venezuela (bandiera) | P     | Alexis Angulo    |
|    | Venezuela (bandiera) | P     | Jean Gonzalez    |
|    | Venezuela (bandiera) | D     | Carlos Hernández |
|    | Venezuela (bandiera) | D     | John Palacios    |
|    | Argentina (bandiera) | D     | Nahuel Guerrero  |
|    | Venezuela (bandiera) | D     | Rubén Suárez     |
|    | Venezuela (bandiera) | D     | Darwin Valbuena  |
|    | Venezuela (bandiera) | D     | Nestor Rodríguez |
|    | Venezuela (bandiera) | D     | Alexander Osorio |

| N. |                      | Ruolo | Calciatore             |
| -- | -------------------- | ----- | ---------------------- |
|    | Venezuela (bandiera) | D     | Carlos Luis Rodriguez  |
|    | Venezuela (bandiera) | C     | Jhon Pinto             |
|    | Venezuela (bandiera) | C     | José Serrano           |
|    | Colombia (bandiera)  | C     | Roberto Carlos Bolívar |
| 10 | Argentina (bandiera) | C     | Guillermo Santo        |
|    | Venezuela (bandiera) | C     | Luis Vargas            |
|    | Venezuela (bandiera) | A     | Angel Osorio           |
|    | Argentina (bandiera) | A     | Diego Cordoba          |
|    | Venezuela (bandiera) | A     | Yonazionehan Parra     |
|    | Venezuela (bandiera) | A     | Edwar Bracho           |
|    | Venezuela (bandiera) | A     | Rayder Arteaga         |